# Joséphine de La Baume
Joséphine de La Baume (ur. 8 października 1984 w Paryżu) – francuska modelka i aktorka filmowa. 

## Życiorys
Urodziła się w Paryżu jako córka barona i baronowej de la Baume. Jej ojciec, François, Francuz, był bankierem inwestycyjnym i właścicielem Théâtre de la Pépinière. Jej pochodząca ze Szwajcarii matka, Anne (z domu Salmanowitz), była dyrektorem wykonawczym Fondation Marcel Bleustein-Blanchet. Jej dziadek Grégoire Salmanowitz, pochodził z rodziny łotewsko-żydowskiej, i był właścicielem największej na świecie firmy SGS. Ma młodszego brata, Alexandre de la Baume.
De La Baume kształciła się w l'Ecole Alsacienne w Paryżu. Uzyskała tytuł licencjata sztuk pięknych na American University w Londynie.
W 2003 podjęła pracę jako modelka dla brytyjskiej marki bielizny damskiej Agent Provocateur.
Na początku 2011 zaręczyła się z producentem muzycznym Markiem Ronsonem, z którym wzięła ślub 3 września 2011. Małżeństwo zakończyło się rozwodem w 2018.

## Filmografia
- Boogie Woogie (2009)
- Księżniczka Montpensier (2010)
- One Day (2011)
- Johnny English Reaktywacja  (2011)
- Billy Bates (2011)
- Confession of a Child of the Century (2012)
- Pocałunek potępionych (2012)
- Wyścig (2013)
- Quai d'Orsay (2013)